# 2023-as észak-amerikai labdarúgó-bajnokság (első osztály)
A 2023-as Major League Soccer volt a 28. alkalommal megrendezett, legmagasabb szintű labdarúgó-bajnokság Észak-Amerikában. A ligában amerikai és kanadai csapatok is szerepeltek. A pontvadászat 2023. február 25-én indult és október 21-én ért véget. Az MLS-kupa döntőjére december 9-én került sor. 
A címvédő a Los Angeles csapata volt. A bajnoksághoz az előző szezon óta az újonnan alakult St. Louis City csatlakozott.

2023-ban az alapszakasz győztese, vagyis legtöbb pontot elért klubja a Cincinnati volt, amely így megszerezte a Supporters' Shieldet. Az MLS-kupát a Columbus Crew nyerte meg, a klub története során harmadjára. A gólkirályi címet a Los Angeles labdarúgója, Denis Bouanga szerezte meg a 20 góljával.

## Részt vevő csapatok
| Csapat                 | Stadion                    | Befogadóképesség1 |
| ---------------------- | -------------------------- | ----------------- |
| Atlanta United         | Mercedes-Benz Stadion      | 42,500            |
| Austin                 | Q2 Stadion                 | 20,738            |
| Charlotte              | Bank of America Stadion    | 40,000            |
| Chicago Fire           | Soldier Field              | 24,955            |
| Cincinnati             | TQL Stadion                | 26,000            |
| Colorado Rapids        | Dick's Sporting Goods Park | 18,061            |
| Columbus Crew          | Lower.com Field            | 20,371            |
| Dallas                 | Toyota Stadion             | 20,500            |
| DC United              | Audi Field                 | 20,000            |
| Houston Dynamo         | Shell Energy Stadion       | 22,039            |
| LA Galaxy              | Dignity Health Sports Park | 27,000            |
| Los Angeles            | BMO Stadion                | 22,000            |
| Minnesota United       | Allianz Field              | 19,400            |
| Inter Miami            | DRV PNK Stadion            | 21,000            |
| Montréal               | Saputo Stadion             | 19,619            |
| Nashville              | Geodis Park                | 30,000            |
| New England Revolution | Gillette Stadion           | 20,000            |
| New York City          | Yankee Stadion             | 30,321            |
| New York Red Bulls     | Red Bull Arena             | 25,000            |
| Orlando City           | Exploria Stadion           | 25,500            |
| Philadelphia Union     | Subaru Park                | 18,500            |
| Portland Timbers       | Providence Park            | 25,218            |
| Real Salt Lake         | America First Field        | 20,213            |
| San Jose Earthquakes   | PayPal Park                | 18,000            |
| Seattle Sounders       | Lumen Field                | 37,722            |
| Sporting Kansas City   | Children's Mercy Park      | 18,467            |
| St. Louis City         | Citypark                   | 22,423            |
| Toronto                | BMO Field                  | 28,351            |
| Vancouver Whitecaps    | BC Place                   | 22,120            |

### Személyek és támogatók
| Csapat                 | Vezetőedző                     | Csapatkapitány    | Mezgyártó                                                    | Mezszopnzor          |                |                |            |                           |                   |
| ---------------------- | ------------------------------ | ----------------- | ------------------------------------------------------------ | -------------------- | -------------- | -------------- | ---------- | ------------------------- | ----------------- |
| Csapat                 | Vezetőedző                     | Csapatkapitány    | Mezgyártó                                                    | Mezszopnzor          | Atlanta United | Gonzalo Pineda | Brad Guzan | American Family Insurance | Piedmont Hospital |
| Austin                 | Josh Wolff                     | Sebastián Driussi | Yeti                                                         | Netspend             |                |                |            |                           |                   |
| Charlotte              | Christian Lattanzio            | Ashley Westwood   | Ally                                                         | Centene              |                |                |            |                           |                   |
| Chicago Fire           | Frank Klopas (ideiglenes)      | Rafael Czichos    | —                                                            | Hyundai              |                |                |            |                           |                   |
| Cincinnati             | Pat Noonan                     | Luciano Acosta    | Mercy Health                                                 | Kroger               |                |                |            |                           |                   |
| Colorado Rapids        | Chris Little (ideiglenes)      | Jack Price        | UCHealth                                                     | —                    |                |                |            |                           |                   |
| Columbus Crew          | Wilfried Nancy                 | Darlington Nagbe  | Nationwide                                                   | Tipico               |                |                |            |                           |                   |
| DC United              | Frédéric Brillant (ideiglenes) | Steve Birnbaum    | XDC Network                                                  | —                    |                |                |            |                           |                   |
| Dallas                 | Nico Estévez                   | Paul Arriola      | Children's Health (hazai pályán) UT Southwestern (idegenben) | AdvoCare             |                |                |            |                           |                   |
| Houston Dynamo         | Ben Olsen                      | Héctor Herrera    | MD Anderson                                                  | —                    |                |                |            |                           |                   |
| Inter Miami            | Gerardo Martino                | Lionel Messi      | XBTO                                                         | Fracht Group         |                |                |            |                           |                   |
| LA Galaxy              | Greg Vanney                    | Javier Hernández  | Herbalife                                                    | Honey                |                |                |            |                           |                   |
| Los Angeles            | Steve Cherundolo               | Carlos Vela       | Flex                                                         | Ford                 |                |                |            |                           |                   |
| Minnesota United       | Sean McAuley (ideiglenes)      | Wil Trapp         | Target                                                       | Allianz              |                |                |            |                           |                   |
| Montréal               | Hernán Losada                  | Samuel Piette     | Bank of Montreal                                             | Telus                |                |                |            |                           |                   |
| Nashville              | Gary Smith                     | Walker Zimmerman  | Renasant Bank                                                | Hyundai              |                |                |            |                           |                   |
| New England Revolution | Clint Peay (ideiglenes)        | Carles Gil        | UnitedHealth                                                 | Santander            |                |                |            |                           |                   |
| New York City          | Nick Cushing                   | Thiago Martins    | Etihad Airways                                               | Dude Wipes           |                |                |            |                           |                   |
| New York Red Bulls     | Troy Lesesne                   | Sean Nealis       | Red Bull                                                     | OANDA                |                |                |            |                           |                   |
| Orlando City           | Óscar Pareja                   | Mauricio Pereyra  | Orlando Health                                               | Exploria             |                |                |            |                           |                   |
| Philadelphia Union     | Jim Curtin                     | Alejandro Bedoya  | Bimbo Bakeries USA                                           | —                    |                |                |            |                           |                   |
| Portland Timbers       | Miles Joseph (ideiglenes)      | Diego Chará       | Alaska Airlines                                              | TikTok               |                |                |            |                           |                   |
| Real Salt Lake         | Pablo Mastroeni                | Damir Kreilach    | LifeVantage                                                  | —                    |                |                |            |                           |                   |
| San Jose Earthquakes   | Luchi Gonzalez                 | Jackson Yueill    | Intermedia                                                   | PayPal               |                |                |            |                           |                   |
| Seattle Sounders       | Brian Schmetzer                | Stefan Frei       | Providence                                                   | Emerald Queen Casino |                |                |            |                           |                   |
| Sporting Kansas City   | Peter Vermes                   | Johnny Russell    | Compass Minerals                                             | —                    |                |                |            |                           |                   |
| St. Louis City         | Bradley Carnell                | Roman Bürki       | Purina                                                       | BJC HealthCare       |                |                |            |                           |                   |
| Toronto                | Bob Bradley                    | Michael Bradley   | Bank of Montreal                                             | GE Appliances        |                |                |            |                           |                   |
| Vancouver Whitecaps    | Vanni Sartini                  | Russell Teibert   | Telus                                                        | —                    |                |                |            |                           |                   |

### Vezetőedző váltások
| Csapat                 | Távozó edző                  | Ok                         | Dátum                | Poz.                                               | Érkező edző                    | Dátum                |
| ---------------------- | ---------------------------- | -------------------------- | -------------------- | -------------------------------------------------- | ------------------------------ | -------------------- |
| Columbus Crew          | Caleb Porter                 | menesztették               | 2022. október 10.    | Előszezon                                          | Wilfried Nancy                 | 2022. december 6.    |
| Houston Dynamo         | Kenny Bundy (ideiglenes)     | lejárt a szerződése        | 2022. november 8.    | Előszezon                                          | Ben Olsen                      | 2022. november 8.    |
| San Jose Earthquakes   | Alex Covelo (ideiglenes)     | lejárt a szerződése        | 2023. január 3.      | Előszezon                                          | Luchi Gonzalez                 | 2023. január 3.      |
| Montréal               | Wilfried Nancy               | leigazolta a Columbus Crew | 2022. december 6.    | Előszezon                                          | Hernán Losada                  | 2022. december 21.   |
| New York Red Bulls     | Gerhard Struber              | közös megegyezés           | 2023. május 8.       | 15. a Keleti Konferenciában, 27. az összesítésben  | Troy Lesesne                   | 2023. május 8.       |
| Chicago Fire           | Ezra Hendrickson             | közös megegyezés           | 2023. május 8.       | 14. a Keleti Konferenciában, 25. az összesítésben  | Frank Klopas (ideiglenes)      | 2023. május 8.       |
| Inter Miami            | Phil Neville                 | menesztették               | 2023. június 1.      | 15. a Keleti Konferenciában, 27. az összesítésben  | Javier Morales (ideiglenes)    | 2023. június 1.      |
| Toronto                | Bob Bradley                  | menesztették               | 2023. június 26.     | 14. a Keleti Konferenciában, 26. az összesítésben  | Terry Dunfield (ideiglenes)    | 2023. június 26.     |
| Inter Miami            | Javier Morales (ideiglenes)  | lejárt a szerződése        | 2023. június 28.     | 15. a Keleti Konferenciában, 27. az összesítésben  | Gerardo Martino                | 2023. június 28.     |
| Portland Timbers       | Giovanni Savarese            | menesztették               | 2023. augusztus 21.  | 12. a Nyugati Konferenciában, 24. az összesítésben | Miles Joseph (ideiglenes)      | 2023. augusztus 21.  |
| Colorado Rapids        | Robin Fraser                 | menesztették               | 2023. szeptember 5.  | 14. a Nyugati Konferenciában, 29. az összesítésben | Chris Little (ideiglenes)      | 2023. szeptember 5.  |
| New England Revolution | Bruce Arena                  | lemondott                  | 2023. szeptember 9.  | 2. a Keleti Konferenciában, 3. az összesítésben    | Richie Williams (ideiglenes)   | 2023. szeptember 9.  |
| New England Revolution | Richie Williams (ideiglenes) | közös megegyezés           | 2023. szeptember 12. | 2. a Keleti Konferenciában, 3. az összesítésben    | Clint Peay (ideiglenes)        | 2023. szeptember 12. |
| Toronto                | Terry Dunfield (ideiglenes)  | lejárt a szerződése        | 2023. szeptember 30. | 15. a Keleti Konferenciában, 29. az összesítésben  | John Herdman                   | 2023. október 1.     |
| Minnesota United       | Adrian Heath                 | menesztették               | 2023. október 6.     | 12. a Nyugati Konferenciában, 21. az összesítésben | Sean McAuley (ideiglenes)      | 2023. október 6.     |
| DC United              | Wayne Rooney                 | közös megegyezés           | 2023. október 7.     | 9. a Keleti Konferenciában, 23. az összesítésben   | Frédéric Brillant (ideiglenes) | 2023. október 7.     |

## Alapszakasz

### Keleti Konferencia
| Hely. | Csapat                 | M  | Gy | D  | V  | G+ | G– | Gk  | P  | Továbbjutás vagy kiesés                                                        |
| ----- | ---------------------- | -- | -- | -- | -- | -- | -- | --- | -- | ------------------------------------------------------------------------------ |
| 1.    | Cincinnati             | 34 | 20 | 9  | 5  | 57 | 39 | +18 | 69 | Továbbjutott az MLS-kupa első körébe és a CONCACAF-bajnokok ligája első körébe |
| 2.    | Orlando City           | 34 | 18 | 9  | 7  | 55 | 39 | +16 | 63 | Továbbjutott az MLS-kupa első körébe                                           |
| 3.    | Columbus Crew          | 34 | 16 | 9  | 9  | 67 | 46 | +21 | 57 | Továbbjutott az MLS-kupa első körébe                                           |
| 4.    | Philadelphia Union     | 34 | 15 | 10 | 9  | 57 | 41 | +16 | 55 | Továbbjutott az MLS-kupa első körébe                                           |
| 5.    | New England Revolution | 34 | 15 | 10 | 9  | 58 | 46 | +12 | 55 | Továbbjutott az MLS-kupa első körébe                                           |
| 6.    | Atlanta United         | 34 | 13 | 12 | 9  | 66 | 53 | +13 | 51 | Továbbjutott az MLS-kupa első körébe                                           |
| 7.    | Nashville              | 34 | 13 | 10 | 11 | 39 | 32 | +7  | 49 | Továbbjutott az MLS-kupa első körébe                                           |
| 8.    | New York Red Bulls     | 34 | 11 | 10 | 13 | 36 | 39 | −3  | 43 | Továbbjutott az MLS-kupa selejtezőjébe                                         |
| 9.    | Charlotte              | 34 | 10 | 13 | 11 | 45 | 52 | −7  | 43 | Továbbjutott az MLS-kupa selejtezőjébe                                         |
| 10.   | Montréal               | 34 | 12 | 5  | 17 | 36 | 52 | −16 | 41 |                                                                                |
| 11.   | New York City          | 34 | 9  | 14 | 11 | 35 | 39 | −4  | 41 |                                                                                |
| 12.   | DC United              | 34 | 10 | 10 | 14 | 45 | 49 | −4  | 40 |                                                                                |
| 13.   | Chicago Fire           | 34 | 10 | 10 | 14 | 39 | 51 | −12 | 40 |                                                                                |
| 14.   | Inter Miami            | 34 | 9  | 7  | 18 | 41 | 54 | −13 | 34 |                                                                                |
| 15.   | Toronto                | 34 | 4  | 10 | 20 | 26 | 59 | −33 | 22 |                                                                                |

### Nyugati Konferencia
| Hely. | Csapat               | M  | Gy | D  | V  | G+ | G– | Gk  | P  | Továbbjutás vagy kiesés                                                        |
| ----- | -------------------- | -- | -- | -- | -- | -- | -- | --- | -- | ------------------------------------------------------------------------------ |
| 1.    | St. Louis City       | 34 | 17 | 5  | 12 | 62 | 45 | +17 | 56 | Továbbjutott az MLS-kupa első körébe és a CONCACAF-bajnokok ligája első körébe |
| 2.    | Seattle Sounders     | 34 | 14 | 11 | 9  | 41 | 32 | +9  | 53 | Továbbjutott az MLS-kupa első körébe                                           |
| 3.    | Los Angeles          | 34 | 14 | 10 | 10 | 54 | 39 | +15 | 52 | Továbbjutott az MLS-kupa első körébe                                           |
| 4.    | Houston Dynamo       | 34 | 14 | 9  | 11 | 51 | 38 | +13 | 51 | Továbbjutott az MLS-kupa első körébe                                           |
| 5.    | Real Salt Lake       | 34 | 14 | 8  | 12 | 48 | 50 | −2  | 50 | Továbbjutott az MLS-kupa első körébe                                           |
| 6.    | Vancouver Whitecaps  | 34 | 12 | 12 | 10 | 55 | 48 | +7  | 48 | Továbbjutott az MLS-kupa első körébe                                           |
| 7.    | Dallas               | 34 | 11 | 13 | 10 | 41 | 37 | +4  | 46 | Továbbjutott az MLS-kupa első körébe                                           |
| 8.    | Sporting Kansas City | 34 | 12 | 8  | 14 | 48 | 51 | −3  | 44 | Továbbjutott az MLS-kupa selejtezőjébe                                         |
| 9.    | San Jose Earthquakes | 34 | 10 | 14 | 10 | 39 | 43 | −4  | 44 | Továbbjutott az MLS-kupa selejtezőjébe                                         |
| 10.   | Portland Timbers     | 34 | 11 | 10 | 13 | 46 | 58 | −12 | 43 |                                                                                |
| 11.   | Minnesota United     | 34 | 10 | 11 | 13 | 46 | 51 | −5  | 41 |                                                                                |
| 12.   | Austin               | 34 | 10 | 9  | 15 | 49 | 55 | −6  | 39 |                                                                                |
| 13.   | LA Galaxy            | 34 | 8  | 12 | 14 | 51 | 67 | −16 | 36 |                                                                                |
| 14.   | Colorado Rapids      | 34 | 5  | 12 | 17 | 26 | 54 | −28 | 27 |                                                                                |

### Összesített táblázat
| Hely. | Csapat                 | M  | Gy | D  | V  | G+ | G– | Gk  | P  | Továbbjutás vagy kiesés                                                                 |
| ----- | ---------------------- | -- | -- | -- | -- | -- | -- | --- | -- | --------------------------------------------------------------------------------------- |
| 1.    | Cincinnati             | 34 | 20 | 9  | 5  | 57 | 39 | +18 | 69 | Kvalifikált a CONCACAF-bajnokok ligája első körébe                                      |
| 2.    | Orlando City           | 34 | 18 | 9  | 7  | 55 | 39 | +16 | 63 | Kvalifikált a CONCACAF-bajnokok ligája első körébe                                      |
| 3.    | Columbus Crew          | 34 | 16 | 9  | 9  | 67 | 46 | +21 | 57 | Kvalifikált a CONCACAF-bajnokok ligája nyolcaddöntőjébe                                 |
| 4.    | St. Louis City         | 34 | 17 | 5  | 12 | 62 | 45 | +17 | 56 | Kvalifikált a CONCACAF-bajnokok ligája első körébe                                      |
| 5.    | Philadelphia Union     | 34 | 15 | 10 | 9  | 57 | 41 | +16 | 55 | Kvalifikált a CONCACAF-bajnokok ligája első körébe                                      |
| 6.    | New England Revolution | 34 | 15 | 10 | 9  | 58 | 46 | +12 | 55 | Kvalifikált a CONCACAF-bajnokok ligája első körébe                                      |
| 7.    | Seattle Sounders       | 34 | 14 | 11 | 9  | 41 | 32 | +9  | 53 | Kvalifikált a US Open Cup tizenhatoddöntőjébe                                           |
| 8.    | Los Angeles            | 34 | 14 | 10 | 10 | 54 | 39 | +15 | 52 | Kvalifikált a US Open Cup tizenhatoddöntőjébe                                           |
| 9.    | Houston Dynamo         | 34 | 14 | 9  | 11 | 51 | 38 | +13 | 51 | Kvalifikált a CONCACAF-bajnokok ligája első körébe és a US Open Cup tizenhatoddöntőjébe |
| 10.   | Atlanta United         | 34 | 13 | 12 | 9  | 66 | 53 | +13 | 51 | Kvalifikált a US Open Cup tizenhatoddöntőjébe                                           |
| 11.   | Real Salt Lake         | 34 | 14 | 8  | 12 | 48 | 50 | −2  | 50 | Kvalifikált a US Open Cup tizenhatoddöntőjébe                                           |
| 12.   | Nashville              | 34 | 13 | 10 | 11 | 39 | 32 | +7  | 49 | Kvalifikált a CONCACAF-bajnokok ligája első körébe                                      |
| 13.   | Vancouver Whitecaps    | 34 | 12 | 12 | 10 | 55 | 48 | +7  | 48 | Kvalifikált a CONCACAF-bajnokok ligája első körébe                                      |
| 14.   | Dallas                 | 34 | 11 | 13 | 10 | 41 | 37 | +4  | 46 | Kvalifikált a US Open Cup tizenhatoddöntőjébe                                           |
| 15.   | Sporting Kansas City   | 34 | 12 | 8  | 14 | 48 | 51 | −3  | 44 | Kvalifikált a US Open Cup tizenhatoddöntőjébe                                           |
| 16.   | San Jose Earthquakes   | 34 | 10 | 14 | 10 | 39 | 43 | −4  | 44 | Kvalifikált a US Open Cup tizenhatoddöntőjébe                                           |
| 17.   | New York Red Bulls     | 34 | 11 | 10 | 13 | 36 | 39 | −3  | 43 |                                                                                         |
| 18.   | Portland Timbers       | 34 | 11 | 10 | 13 | 46 | 58 | −12 | 43 |                                                                                         |
| 19.   | Charlotte              | 34 | 10 | 13 | 11 | 45 | 52 | −7  | 43 |                                                                                         |
| 20.   | Montréal               | 34 | 12 | 5  | 17 | 36 | 52 | −16 | 41 |                                                                                         |
| 21.   | Minnesota United       | 34 | 10 | 11 | 13 | 46 | 51 | −5  | 41 |                                                                                         |
| 22.   | New York City          | 34 | 9  | 14 | 11 | 35 | 39 | −4  | 41 |                                                                                         |
| 23.   | DC United              | 34 | 10 | 10 | 14 | 45 | 49 | −4  | 40 |                                                                                         |
| 24.   | Chicago Fire           | 34 | 10 | 10 | 14 | 39 | 51 | −12 | 40 |                                                                                         |
| 25.   | Austin                 | 34 | 10 | 9  | 15 | 49 | 55 | −6  | 39 |                                                                                         |
| 26.   | LA Galaxy              | 34 | 8  | 12 | 14 | 51 | 67 | −16 | 36 |                                                                                         |
| 27.   | Inter Miami            | 34 | 9  | 7  | 18 | 41 | 54 | −13 | 34 | Kvalifikált a CONCACAF-bajnokok ligája nyolcaddöntőjébe                                 |
| 28.   | Colorado Rapids        | 34 | 5  | 12 | 17 | 26 | 54 | −28 | 27 |                                                                                         |
| 29.   | Toronto                | 34 | 4  | 10 | 20 | 26 | 59 | −33 | 22 |                                                                                         |

## MLS All-Star mérkőzés
| 2023. július 19. 20:30 (EDT) |

| MLS All-Stars | 0–5 | Arsenal                                                                       |
| ------------- | --- | ----------------------------------------------------------------------------- |
|               |     | Gabriel J. 5' Trossard 23' Jorginho 48' (11-esből) Martinelli 84' Havertz 89' |

| Audi Field, Washington D.C. Nézőszám: 20 621 Játékvezető: Ted Unkel |

## MLS-kupa

### Selejtező

#### Keleti Konferencia
| 2023. október 25. 19:30 (EDT) |

| New York Red Bulls                       | 5–2 | Charlotte               |
| ---------------------------------------- | --- | ----------------------- |
| Manoel 10' 37' 78' Tolkin 26' Barlow 56' |     | Vargas 49' Agyemang 64' |

| Red Bull Arena, Harrison, New Jersey Nézőszám: 16 074 Játékvezető: Ismail Elfath |

#### Nyugati Konferencia
| 2023. október 25. 21:30 (EDT) |

| Sporting Kansas City | 0–0 | San Jose Earthquakes |
| -------------------- | --- | -------------------- |
|                      |     |                      |
| Büntetőpárbaj        |     |                      |
|                      | 4–2 |                      |

| Children’s Mercy Park, Kansas City, Kansas Nézőszám: 17 437 Játékvezető: Allen Chapman |

### Első kör
Szabályok: Egy győzelem számít egy pontnak. Ha 90 perc elteltével nem dőlt el a mérkőzés, tizenegyespárbaj következik. Ha a két forduló alatt a két csapat 1–1 mérkőzést nyert meg, pótmérkőzésre kerül sor. A gólok számát nem veszik figyelembe.

#### Keleti Konferencia
| 2023. október 29. 20:00 (EDT) |

| Cincinnati                 | 3–0 | New York Red Bulls |
| -------------------------- | --- | ------------------ |
| Barreal 23' 89' Acosta 35' |     |                    |

| TQL Stadion, Cincinnati, Ohio Nézőszám: 24 022 Játékvezető: Rubiel Vazquez |

| 2023. november 4. 19:00 (EDT) |

| New York Red Bulls | 1–1 | Cincinnati    |
| ------------------ | --- | ------------- |
| Barlow 45'         |     | Boupendza 75' |
| Büntetőpárbaj      |     |               |
|                    | 7–8 |               |

| Red Bull Arena, Harrison, New Jersey Nézőszám: 20 044 Játékvezető: Victor Rivas |

A Cincinnati csapata jutott tovább.
| 2023. október 30. 19:00 (EDT) |

| Orlando City  | 1–0 | Nashville |
| ------------- | --- | --------- |
| Cartagena 41' |     |           |

| Exploria Stadion, Orlando, Florida Nézőszám: 19 744 Játékvezető: Armando Villarreal |

| 2023. november 7. 20:00 (CST) |

| Nashville | 0–1 | Orlando City |
| --------- | --- | ------------ |
|           |     | Angulo 6'    |

| Geodis Park, Nashville, Tennessee Nézőszám: 25 315 Játékvezető: Allen Chapman |

Az Orlando City csapata jutott tovább.
| 2023. november 1. 19:30 (EDT) |

| Columbus Crew                  | 2–0 | Atlanta United |
| ------------------------------ | --- | -------------- |
| Hernández 45+1' 51' (11-esből) |     |                |

| Lower.com Field, Columbus, Ohio Nézőszám: 20 176 Játékvezető: Lukasz Szpala |

| 2023. november 7. 19:30 (EST) |

| Atlanta United                                     | 4–2 | Columbus Crew               |
| -------------------------------------------------- | --- | --------------------------- |
| Jakumákisz 38' Silva 45+4' Mosquera 83' Almada 88' |     | Hernández 45' Arfsten 90+5' |

| Mercedes-Benz Stadion, Atlanta, Georgia Nézőszám: 41 850 Játékvezető: Chris Penso |

| 2023. november 12. 19:00 (EST) |

| Columbus Crew                             | 4–2 | Atlanta United           |
| ----------------------------------------- | --- | ------------------------ |
| Nagbe 9' Amundsen 17' Mățan 33' Rossi 47' |     | Jakumákisz 35' Silva 50' |

| Lower.com Field, Columbus, Ohio Nézőszám: 20 182 Játékvezető: Armando Villarreal |

A Columbus Crew csapata jutott tovább.
| 2023. október 28. 17:00 (EDT) |

| Philadelphia Union                         | 3–1 | New England Revolution |
| ------------------------------------------ | --- | ---------------------- |
| Gazdag 19' (11-esből) Uhre 26' Harriel 37' |     | Bou 68'                |

| Subaru Park, Chester, Pennsylvania Nézőszám: 19 778 Játékvezető: Pierre-Luc Lauziere |

| 2023. november 8. 19:00 (EST) |

| New England Revolution | 0–1 | Philadelphia Union |
| ---------------------- | --- | ------------------ |
|                        |     | Donovan 79'        |

| Gillette Stadion, Foxborough, Massachusetts Nézőszám: 15 214 Játékvezető: Drew Fischer |

A Philadelphia Union csapata jutott tovább.

#### Nyugati Konferencia
| 2023. október 29. 21:00 (CDT) |

| St. Louis City | 1–4 | Sporting Kansas City                       |
| -------------- | --- | ------------------------------------------ |
| Parker 28'     |     | Ndenbe 27' Walter 36' Kinda 39' Sallói 61' |

| CityPark, St. Louis, Missouri Nézőszám: 22 423 Játékvezető: Ted Unkel |

| 2023. november 5. 16:00 (CST) |

| Sporting Kansas City    | 2–1 | St. Louis City |
| ----------------------- | --- | -------------- |
| Ndenbe 45+1' Sallói 73' |     | Pompeu 86'     |

| Children’s Mercy Park, Kansas City, Kansas Nézőszám: 21 650 Játékvezető: Ismail Elfath |

A Sporting Kansas City csapata jutott tovább.
| 2023. október 30. 18:00 (PDT) |

| Seattle Sounders                 | 2–0 | Dallas |
| -------------------------------- | --- | ------ |
| Rusnák 43' (11-esből) Morris 74' |     |        |

| Lumen Field, Seattle, Washington Nézőszám: 30 741 Játékvezető: Joseph Dickerson |

| 2023. november 4. 20:00 (CDT) |

| Dallas                                        | 3–1 | Seattle Sounders |
| --------------------------------------------- | --- | ---------------- |
| Arriola 6' Ferreira 18' (11-esből) Obrian 89' |     | Morris 48'       |

| Toyota Stadion, Frisco, Texas Nézőszám: 19 096 Játékvezető: Rosendo Mendoza |

| 2023. november 10. 19:00 (PST) |

| Seattle Sounders | 1–0 | Dallas |
| ---------------- | --- | ------ |
| Rusnák 36'       |     |        |

| Lumen Field, Seattle, Washington Nézőszám: 33 048 Játékvezető: Fotis Bazakos |

A Seattle Sounders csapata jutott tovább.
| 2023. október 28. 17:00 (PDT) |

| Los Angeles                                      | 5–2 | Vancouver Whitecaps    |
| ------------------------------------------------ | --- | ---------------------- |
| Hollingshead 18' 52' Bouanga 29' 64' Murillo 80' |     | White 27' Adekugbe 40' |

| BMO Stadion, Los Angeles, Kalifornia Nézőszám: 22 002 Játékvezető: Jon Freemon |

| 2023. november 5. 16:30 (PST) |

| Vancouver Whitecaps | 0–1 | Los Angeles            |
| ------------------- | --- | ---------------------- |
|                     |     | Bouanga 24' (11-esből) |

| BC Place Stadion, Vancouver, Brit Columbia Nézőszám: 30 204 Játékvezető: Timothy Ford |

A Los Angeles csapata jutott tovább.
| 2023. október 29. 17:00 (CDT) |

| Houston Dynamo        | 2–1 | Real Salt Lake |
| --------------------- | --- | -------------- |
| Herrera 22' Bászí 79' |     | Luna 54'       |

| Shell Energy Stadion, Houston, Texas Nézőszám: 17 508 Játékvezető: Guido Gonzales Jr. |

| 2023. november 6. 19:00 (MST) |

| Real Salt Lake | 1–1 | Houston Dynamo |
| -------------- | --- | -------------- |
| Savarino 70'   |     | Bászí 28'      |
| Büntetőpárbaj  |     |                |
|                | 5–4 |                |

| America First Field, Sandy, Utah Nézőszám: 20 251 Játékvezető: Fotis Bazakos |

| 2023. november 11. 15:00 (CST) |

| Houston Dynamo | 1–1 | Real Salt Lake |
| -------------- | --- | -------------- |
| Baird 28'      |     | Luna 65'       |
| Büntetőpárbaj  |     |                |
|                | 4–3 |                |

| Shell Energy Stadion, Houston, Texas Nézőszám: 16 374 Játékvezető: Chris Penso |

A Houston Dynamo csapata jutott tovább.

### Negyeddöntők

#### Keleti Konferencia
| 2023. november 25. 17:30 (EST) |

| Orlando City | 0–2 (h.u.) | Columbus Crew              |
| ------------ | ---------- | -------------------------- |
|              |            | Ramirez 93' Hernández 118' |

| Exploria Stadion, Orlando, Florida Nézőszám: 25 527 Játékvezető: Jon Freemon |

| 2023. november 25. 20:00 (EST) |

| Cincinnati     | 1–0 | Philadelphia Union |
| -------------- | --- | ------------------ |
| Mosquera 90+4' |     |                    |

| TQL Stadion, Cincinnati, Ohio Nézőszám: 25 513 Játékvezető: Ismail Elfath |

- (h.u.) – hosszabbítás után

#### Nyugati Konferencia
| 2023. november 26. 18:00 (CST) |

| Houston Dynamo | 1–0 | Sporting Kansas City |
| -------------- | --- | -------------------- |
| Escobar 39'    |     |                      |

| Shell Energy Stadion, Houston, Texas Nézőszám: 20 319 Játékvezető: Guido Gonzales Jr. |

| 2023. november 26. 18:30 (PST) |

| Seattle Sounders | 0–1 | Los Angeles |
| ---------------- | --- | ----------- |
|                  |     | Bouanga 30' |

| Lumen Field, Seattle, Washington Nézőszám: 33 649 Játékvezető: Ted Unkel |

### Elődöntők

#### Keleti Konferencia
| 2023. december 2. 18:00 (EST) |

| Cincinnati               | 2–3 (h.u.) | Columbus Crew                     |
| ------------------------ | ---------- | --------------------------------- |
| Vazquez 14' Acosta 45+3' |            | Powell 75' Rossi 86' Ramirez 115' |

| TQL Stadion, Cincinnati, Ohio Nézőszám: 25 513 Játékvezető: Allen Chapman |

- (h.u.) – hosszabbítás után

A Keleti Konferencia győztese a Columbus Crew, így ők jutottak tovább a döntőbe.

#### Nyugati Konferencia
| 2023. december 2. 18:30 (PST) |

| Los Angeles                  | 2–0 | Houston Dynamo |
| ---------------------------- | --- | -------------- |
| Hollingshead 44' Escobar 80' |     |                |

| BMO Stadion, Los Angeles, Kalifornia Nézőszám: 22 221 Játékvezető: Victor Rivas |

A Nyugati Konferencia győztese a Los Angeles, így ők jutottak tovább a döntőbe.

### Döntő
| 2023. december 9. 16:00 (EST) |

| Columbus Crew                       | 2–1 | Los Angeles |
| ----------------------------------- | --- | ----------- |
| Hernández 33' (11-esből) Yeboah 37' |     | Bouanga 74' |

| Lower.com Field, Columbus, Ohio Nézőszám: 20 802 Játékvezető: Armando Villarreal |

A Columbus Crew csapata nyerte meg az MLS-kupát.

## Statisztika

### Góllövőlista
| # | Játékos            | Klub                 | Gólok |
| - | ------------------ | -------------------- | ----- |
| 1 | Denis Bouanga      | Los Angeles          | 20    |
| 2 | Luciano Acosta     | Cincinnati           | 17    |
| 2 | Jórgosz Jakumákisz | Atlanta United       | 17    |
| 4 | Cucho Hernández    | Columbus Crew        | 16    |
| 5 | Hany Mukhtar       | Nashville            | 15    |
| 5 | Brian White        | Vancouver Whitecaps  | 15    |
| 7 | Christian Benteke  | DC United            | 14    |
| 7 | Julián Carranza    | Philadelphia Union   | 14    |
| 7 | Gazdag Dániel      | Philadelphia Union   | 14    |
| 7 | Alan Pulido        | Sporting Kansas City | 14    |
| 7 | Facundo Torres     | Orlando City         | 14    |

### Gólpasszok
| # | Játékos           | Klub                   | Gólpassz |
| - | ----------------- | ---------------------- | -------- |
| 1 | Thiago Almada     | Atlanta United         | 19       |
| 2 | Héctor Herrera    | Houston Dynamo         | 17       |
| 3 | Carles Gil        | New England Revolution | 15       |
| 4 | Luciano Acosta    | Cincinnati             | 14       |
| 4 | Eduard Löwen      | St. Louis City         | 14       |
| 6 | Cristian Espinoza | San Jose Earthquakes   | 13       |

### Mesterhármast elérő játékosok
| Játékos                     | Csapat             | Ellenfél             | Végeredmény | Dátum                |
| --------------------------- | ------------------ | -------------------- | ----------- | -------------------- |
| Jordan Morris (4 gólt lőtt) | Seattle Sounders   | Sporting Kansas City | 4–1 (i)     | 2023. március 25.    |
| Denis Bouanga               | Los Angeles        | Austin               | 3–0 (h)     | 2023. április 8.     |
| Mikael Uhre                 | Philadelphia Union | Toronto              | 4–2 (h)     | 2023. április 22.    |
| Hany Mukhtar                | Nashville          | Chicago Fire         | 3–0 (h)     | 2023. május 6.       |
| Hany Mukhtar                | Nashville          | St. Louis City       | 3–1 (h)     | 2023. június 17.     |
| Cucho Hernández             | Columbus Crew      | Montréal             | 4–2 (i)     | 2023. szeptember 2.  |
| Cucho Hernández             | Columbus Crew      | Chicago Fire         | 3–0 (h)     | 2023. szeptember 20. |
| Billy Sharp                 | LA Galaxy          | Minnesota United     | 4–3 (h)     | 2023. szeptember 20. |
| Christian Benteke           | DC United          | New York Red Bulls   | 3–5 (h)     | 2023. szeptember 23. |
| Denis Bouanga               | Los Angeles        | Minnesota United     | 5–1 (h)     | 2023. október 4.     |
| Teemu Pukki (4 gólt lőtt)   | Minnesota United   | Los Angeles          | 5–2 (h)     | 2023. október 7.     |

- h = hazai pályán; i = idegenben

### Kapott gól nélkül lehozott mérkőzések
| # | Játékos         | Csapat              | Mérkőzések |
| - | --------------- | ------------------- | ---------- |
| 1 | Stefan Frei     | Seattle Sounders    | 14         |
| 2 | Roman Celentano | Cincinnati          | 12         |
| 2 | Steve Clark     | Houston Dynamo      | 12         |
| 4 | Jonathan Sirois | Montréal            | 11         |
| 5 | Pedro Gallese   | Orlando City        | 10         |
| 5 | Joe Willis      | Nashville           | 10         |
| 7 | Carlos Coronel  | New York Red Bulls  | 9          |
| 7 | Zac MacMath     | Real Salt Lake      | 9          |
| 9 | Andre Blake     | Philadelphia Union  | 8          |
| 9 | Chris Brady     | Chicago Fire        | 8          |
| 9 | Roman Bürki     | St. Louis City      | 8          |
| 9 | John McCarthy   | Los Angeles         | 8          |
| 9 | Dayne St. Clair | Minnesota United    | 8          |
| 9 | Takaoka Jóhei   | Vancouver Whitecaps | 8          |

## A Hónap Játékosai
| Hónap           | Játékos           | Csapat               |
| --------------- | ----------------- | -------------------- |
| Február/Március | Thiago Almada     | Atlanta United       |
| Április         | Cristian Espinoza | San Jose Earthquakes |
| Május           | Hany Mukhtar      | Nashville            |
| Június          | Alan Pulido       | Sporting Kansas City |
| Július          | Luciano Acosta    | Cincinnati           |
| Augusztus       | Luciano Acosta    | Cincinnati           |
| Szeptember      | Cucho Hernández   | Columbus Crew        |
| Október         | Denis Bouanga     | Los Angeles          |

## További díjak
| A díj                 | Győztes (csapat)                    |
| --------------------- | ----------------------------------- |
| Legértékesebb Játékos | Luciano Acosta (Cincinnati)         |
| Az Év Védője          | Matt Miazga (Cincinnati)            |
| Az Év Kapusa          | Roman Bürki (St. Louis City)        |
| Az Év Edzője          | Pat Noonan (Cincinnati)             |
| Az Év Fiatal Játékosa | Thiago Almada (Atlanta United)      |
| Az Év Újonca          | Jórgosz Jakumákisz (Atlanta United) |
| Aranycipő (gólkirály) | Denis Bouanga (Los Angeles)         |
| Az Év Gólja           | Luciano Acosta (Cincinnati)         |
| Az Év Védése          | Roman Celentano (Cincinnati)        |

## MLS Best XI
| Kapus       | Védők                                   | Középpályások                                            | Csatárok                                         |
| ----------- | --------------------------------------- | -------------------------------------------------------- | ------------------------------------------------ |
| Roman Bürki | Matt Miazga Tim Parker Walker Zimmerman | Luciano Acosta Thiago Almada Héctor Herrera Hany Mukhtar | Denis Bouanga Jórgosz Jakumákisz Cucho Hernández |